# Sarai Álvarez
Saraí Álvarez Figueroa (ur. 3 kwietnia 1986 w Mayagüez) – portorykańska siatkarka, reprezentantka kraju, grająca na pozycji przyjmującej i atakującej.
Włada dwoma językami: hiszpańskim i angielskim.

## Sukcesy klubowe
Mistrzostwo Portoryko:
- 2015

## Sukcesy reprezentacyjne
Puchar Panamerykański:
- 2009

Mistrzostwa Ameryki Północnej:
- 2009

Igrzyska Ameryki Środkowej i Karaibów:
- 2010, 2014

## Nagrody indywidualne
- 2010: Najlepsza atakująca Pucharu Panamerykańskiego
- 2014: Najlepsza atakująca Igrzysk Ameryki Środkowej i Karaibów